# Bamra delicata
Bamra delicata là một loài bướm đêm trong họ Noctuidae.